# Hrabstwo Burgundii

Herb hrabstwa Burgundii do XIII wieku

Hrabstwo Burgundii lub też Wolne Hrabstwo Burgundii (fr. Franche Comté de Bourgogne, niem. Freigrafschaft Burgund), znane też jako Franche-Comté (z fr. „Wolne Hrabstwo”) – państwo feudalne, istniejące w latach 986–1477, początkowo w ramach Królestwa Burgundii, a następnie (od 1032) w ramach Świętego Cesarstwa Rzymskiego. Granice hrabstwa w przybliżeniu odpowiadały XX-wiecznemu regionowi administracyjnemu Franche-Comté.

## Historia
W latach 986–1477 istniało Hrabstwo Burgundii.
W 1477 roku wraz ze śmiercią księcia Karola Zuchwałego pod murami Nancy książęca linia męska wygasła. Doprowadziło to do przejęcia właściwego księstwa Burgundii przez koronę francuską. Natomiast Hrabstwo Burgundii wraz z Niderlandami Burgundzkimi przeszły w ręce córki Karola Marii, żony późniejszego cesarza Maksymiliana I z dynastii Habsburgów. Po śmierci Marii i krótkim panowaniu jej syna, ziemie te przeszły na jej wnuka – Karola Habsburga, późniejszego cesarza rzymskiego i króla Hiszpanii. Po jego abdykacji dziedzictwo burgundzkie wraz m.in. z Hiszpanią przeszło pod władanie syna Karola, Filipa II. W 1672 wybuchła tzw. wojna Francji z koalicją hiszpańsko-austriacko-lotaryńską. W wyniku klęski Hiszpanii podpisano traktatu z Nijmegen na mocy którego Hrabstwo Burgundii włączono do Francji jako odrębna prowincja.

## Tytuł władcy
Hrabiowie Burgundii tytułowali się początkowo wolnymi hrabiami Burgundii z czasem w użyciu stał się powszechny tytuł hrabia palatyn Burgundii. Hrabstwo Burgundii w latach 1384–1477 weszło w unię z księstwem Burgundii. Po śmierci Karola Zuchwałego, jego córka, mimo że utraciła ziemię księstwa Burgundii, nadal tytułowała się księżną Burgundii. Podobnie robili wszyscy jej następcy, tytułując się książętami i hrabiami Burgundii.